# Рабона

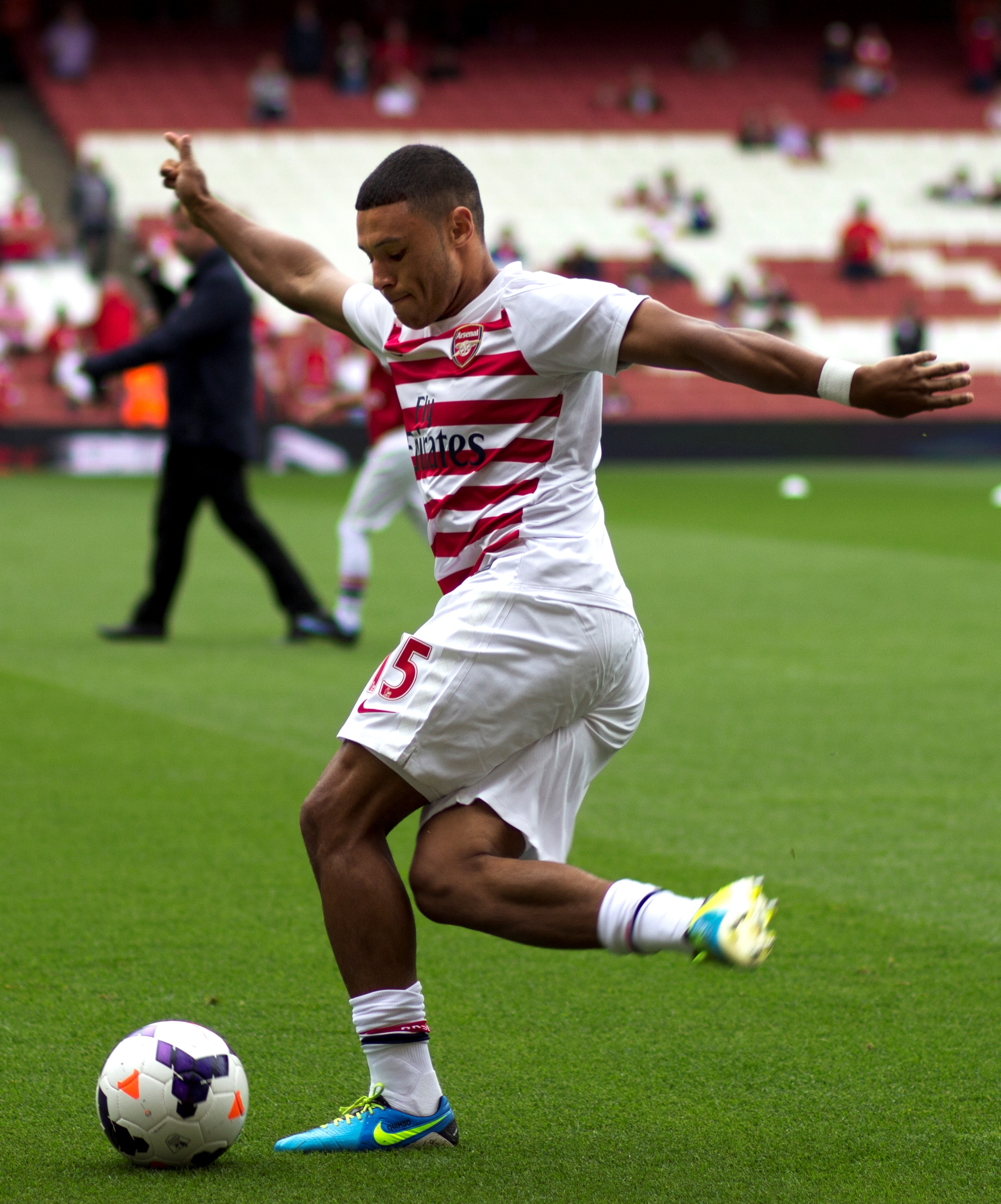
Алекс Окслейд-Чемберлен виконує рабону на тренуванні за «Арсенал» (17 серпня 2013)

Рабона — удар, який наноситься по м'ячу позаду опорної ноги. В правильному виконанні, ноги гравця схрещуються одна за одною.
Є кілька причин, чому гравець може вирішити вдарити по м'ячу таким чином: наприклад, у нападника-правші м'яч знаходиться під лівою ногою, він відчуває, що сила або точність удару його лівої ноги недостатні, тому він виконує рабону, щоб завдати більш ефективний удар. Інший варіант: вінгер-правша подає рабоною, граючи на лівому фланзі і не маючи можливості розвернутися. Ще одна причина, чому гравець може виконати рабону — спроба заплутати захисника або просто показати свою майстерність.

## Історія
Вважається, що першим рабону виконав у 1948 році Рікардо Інфанте у грі між аргентинськими командами «Естудіантес» і «Росаріо Сентраль». Після цього спортивний журнал El Gráfico вийшов з Інфанте на передовиці, одягненим в шкільну форму з написом «Інфант прогуляв школу» («рабона» в перекладі з іспанської означає «прогуляти школу»). З тих пір цей технічний елемент отримав назву рабона. За іншою версією, цей удар винайшов в 1976 році італієць Джованні Роккотеллі. У 1957 році рабону виконав Пеле в матчі Ліги Пауліста. У 1970-ті роки цей фінт просто називали «схрещений удар».
Ряд відомих гравців успішно виконували рабону, в їх числі Дієго Марадона, Рікарду Куарежма, Анхель ді Марія, Ерік Ламела, Пабло Аймар, Лео Ліма, Маркос Рохо, Марсело Карруска та інші.

## Застосування в інших видах спорту
Перше відоме виконання рабони в американському футболі належало кікеру «Даллас Ковбойс», колишньому футболісту Тоні Фрічу. Він використовував удар в кінці останньої чверті плей-оф дивізіону 1972 року, цей удар сприяв історичній перемозі 30:28 над «Сан-Франциско Форті Найнерс». Рабону використовував кікер команди Університету Райса, Кріс Босвелл, щоб успішно обдурити своїх супротивників з Х'юстонського університету. Босуелл навчився трюку від свого батька, який виріс, граючи у футбол в Бразилії.
Рабоною також називається елемент, що використовується в танго. Він бере свою назву від футбольного удару.